# Rigoletto (biograf)

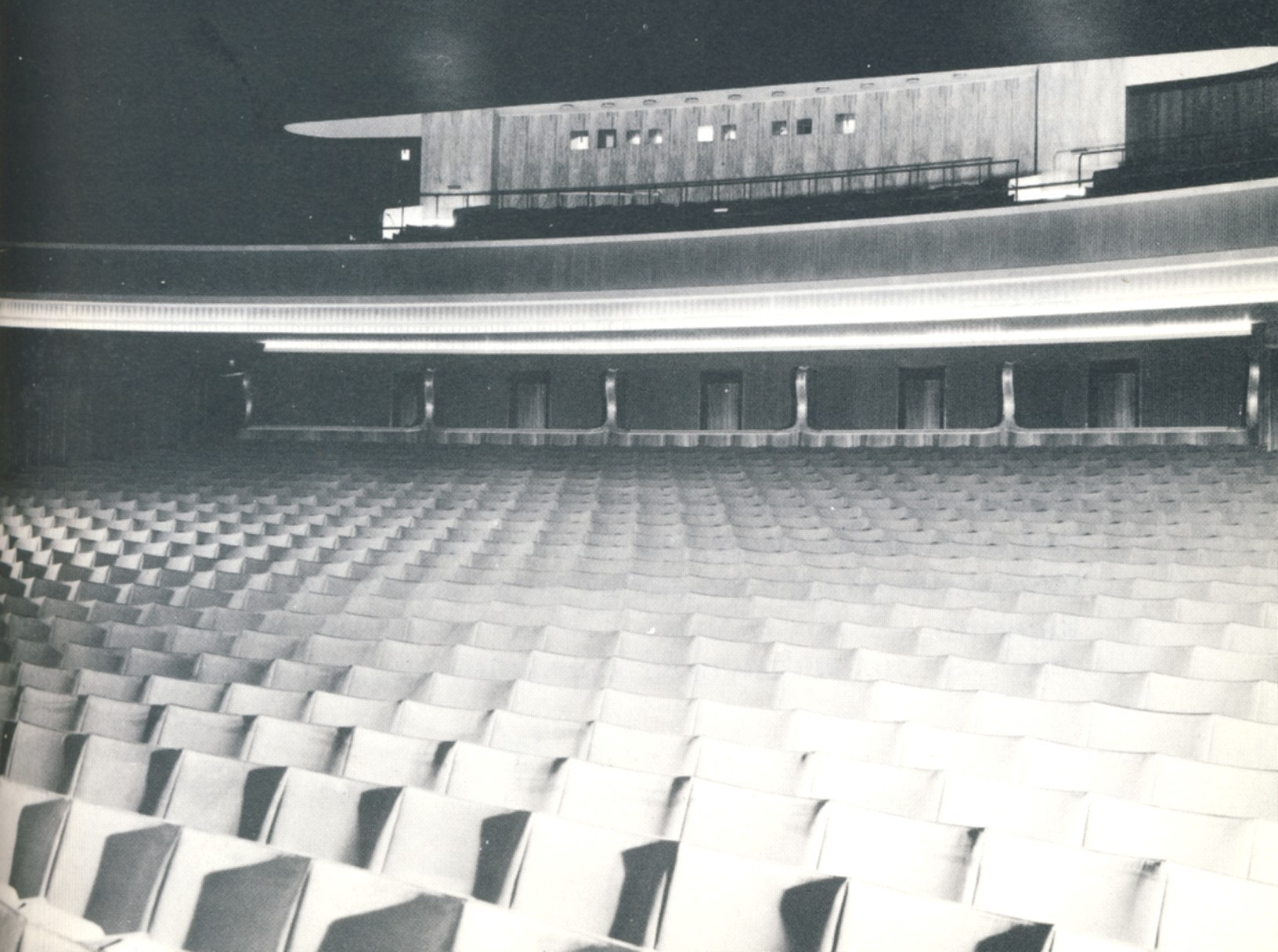
Salongen på 1940-talet.

Rigoletto är en biograf belägen i Kungshuset på Kungsgatan 16 i Stockholm, inredningen är ritad av Rolf Engströmer. 

## Historik

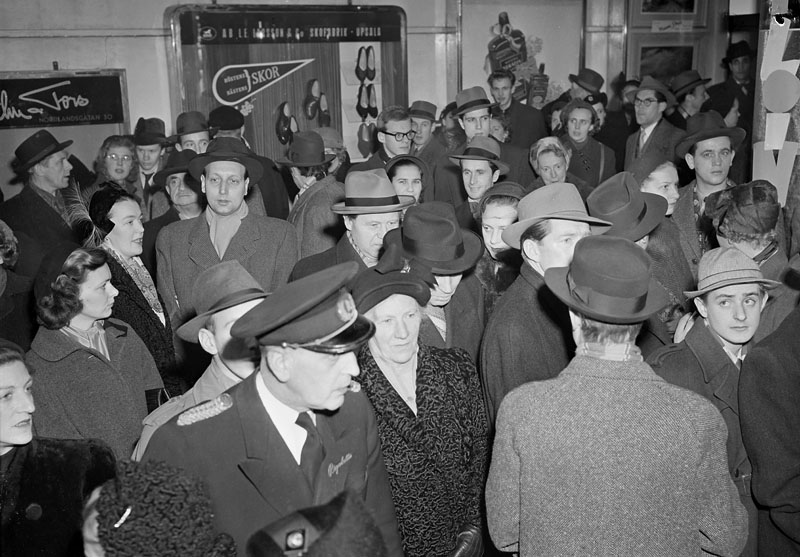
Premiären av Rampljus, 1952.

Rigoletto invigdes 17 mars 1939 som Ri-Teatrarnas tolfte biograf med 1 201 sittplatser och med visning av filmen Den stora valsen med enda föreställningstid premiärdagen kl 20 och med föreställningstiderna 19:15 och 21:30 de efterföljande dagarna.
Rigoletto blev Sveriges första biograf med Cinemascope och stereo när filmen Den purpurröda manteln hade premiär 18 december 1953. Redan 1939 hade dock ett tidigt system med optiskt stereoljud förevisats på biografen av Klangfilm. Nya projektorer och ljudanläggning för 70 millimeters film installerades till premiären av Patton – Pansargeneralen 26 mars 1970.

## Ombyggnader
Utan att dela upp den ursprungliga salongen byggdes biografen om hösten 1980 till sju salonger om sammanlagt cirka 2 000 sittplatser. Detta var möjligt genom att utnyttja lediga utrymmen i gatuplanet bredvid och under den befintliga biografen. 
År 2004 lades salong 6 och 7 ned och då återstod den ursprungliga stora salongen och de fyra mindre i källarplanet.
Hösten 2011 stängdes biografen för en genomgripande renovering och öppnade igen den 27 april 2012. Efter renoveringen finns det totalt 937 platser, fördelade på fyra salonger. Salong 1 är för närvarande (2012) Sveriges största biografsalong med totalt 756 platser. En bistro har byggts in i foajén och läktaren har gjorts om till en VIP-balkong med 187 platser och tillhörande lounge med vin- och ölrättigheter. Stockholms stadsmuseum och Skönhetsrådet var kritiska till ombyggnaden.

## Bilder

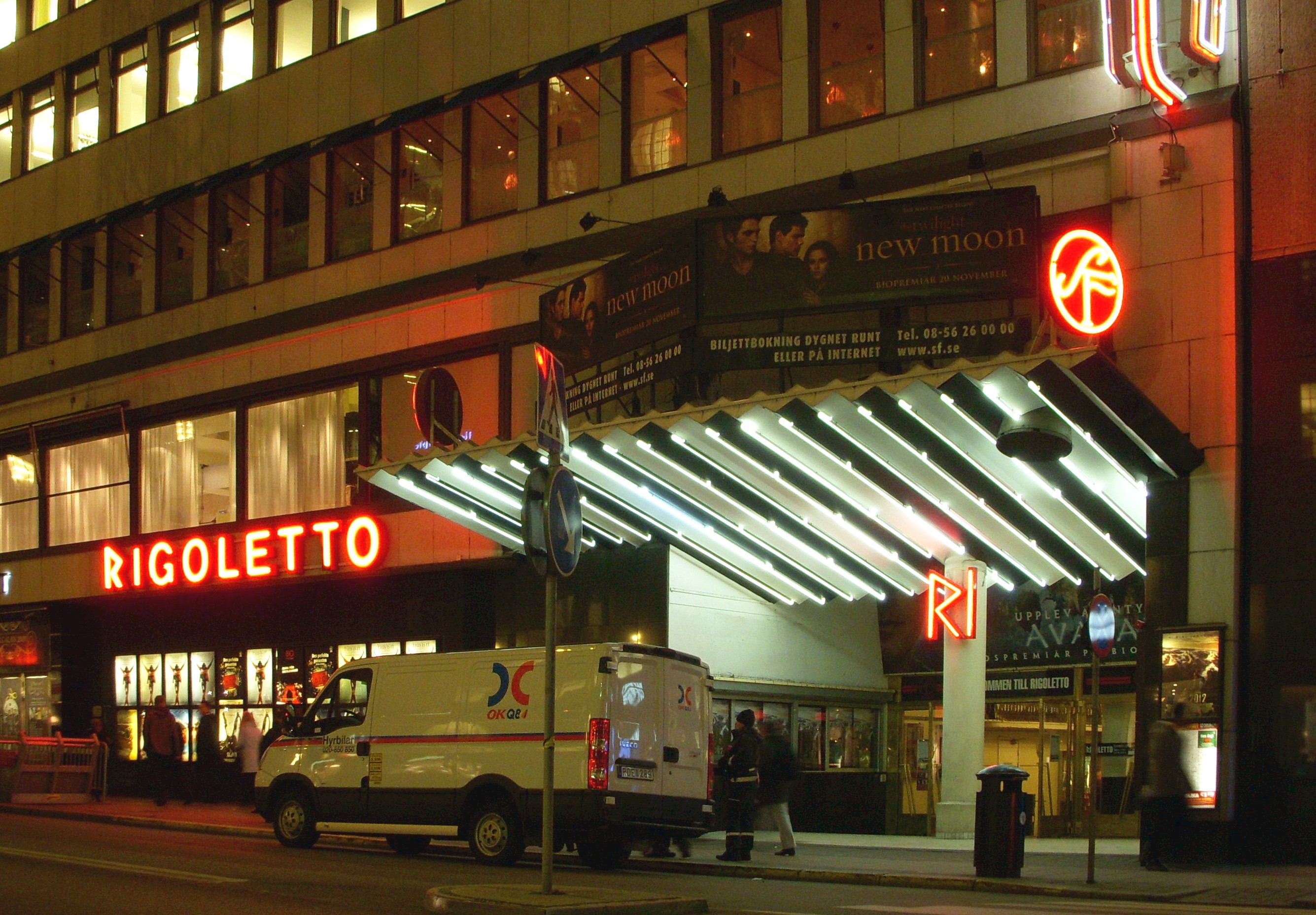
Entrén i november 2009.
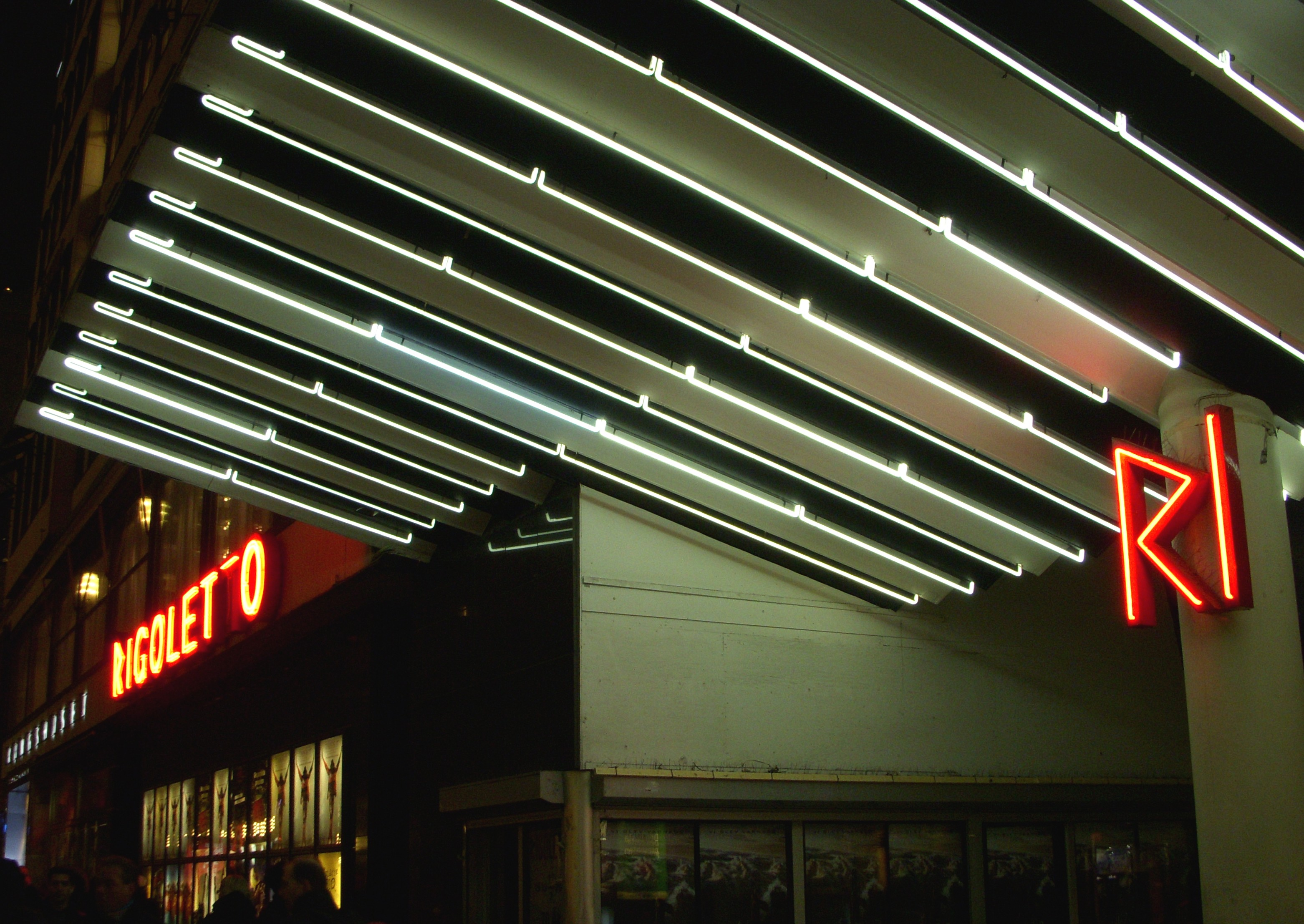
Baldakinen i november 2009.
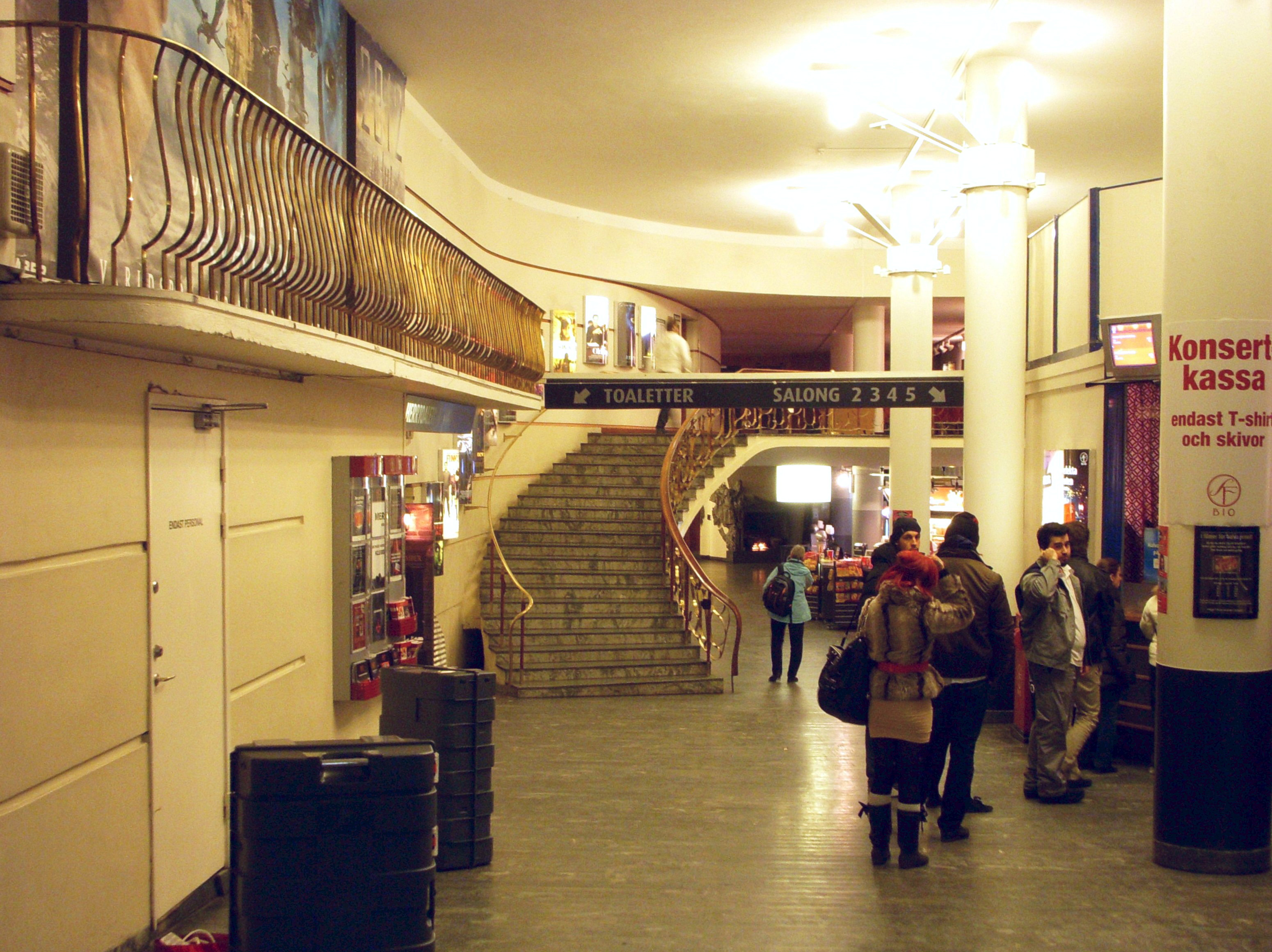
Foajén i november 2009.
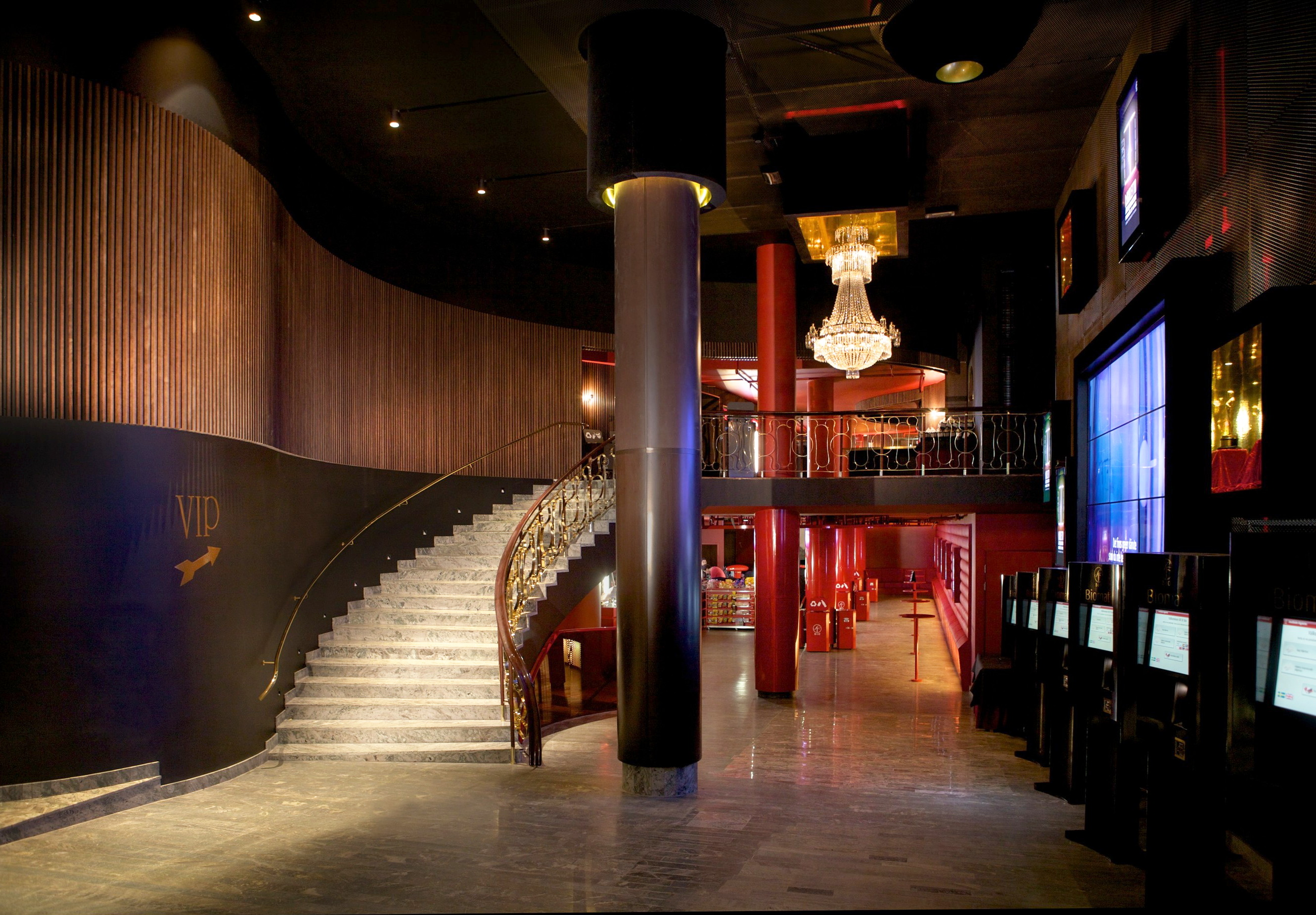
Foajén efter ombyggnad 2012.
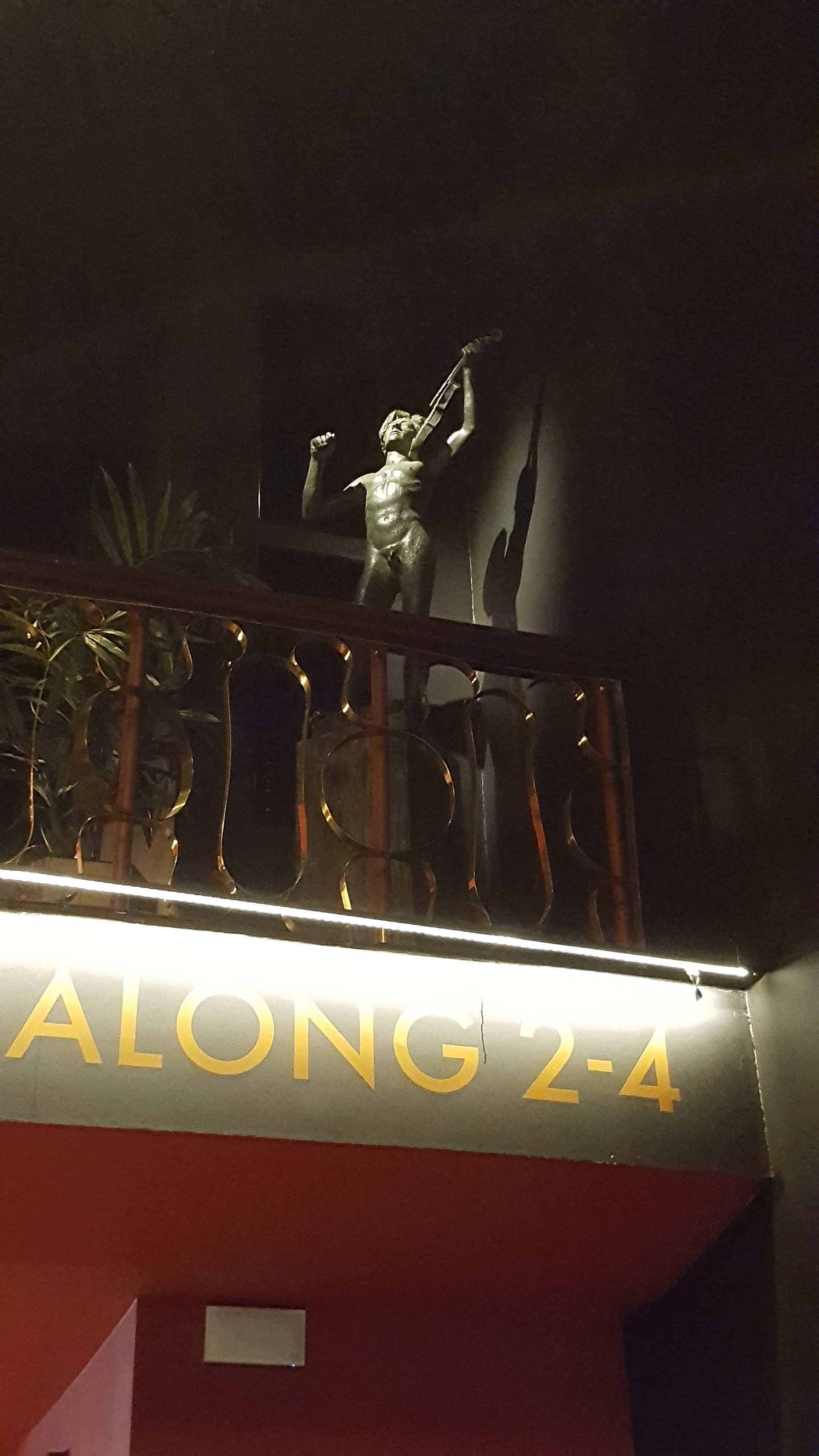
Staty på övervåningen (VIP)